# Огюст де Шуазель-Гуфф'є
Огюст де Шуазель-Гуфф'є, повне ім'я Марі-Габріель-Флоран-Огюст де Шуазель-Гуфф'є (фр. Marie-Gabriel-Florent-Auguste de Choiseul-Gouffier, 27 вересня 1752, Париж — 20 червня 1817, Аахен) — французький дипломат, посол Франції в Османській імперії з 1784 року; член Французької академії, археолог, дослідник і колекціонер грецьких старожитностей.

## Біографія
Походив із давнього аристократичного роду Шуазель. Здобув блискучу освіту, особливо щодо знань класичної античності. Історія античності та вивчення давньогрецького мистецтва все життя залишались його головними захопленням. 1776 року Огюст де Шуазель-Гуфф'є вирушив до Османської Греції, де проводив за власний кошт розкопки, виконуючи замальовки старожитностей та скуповуючи їх. Результатом подорожі стала праця «фр. Voyage Pittoresque en Grèce» (Мальовнича подорож по Греції), опублікована в Брюсселі 1782 року. Книга отримала схвальні та захоплені оцінки серед науковців, і того ж року Шуазель-Гуфф'є став членом Академії написів і витонченої літератури, а за два роки — Французької академії.
1784 р. Людовик XVI призначив його послом Королівства Франція в Османській імперії. У Константинополі розпочався новий етап археологічних досліджень. У період російсько-турецької війни 1787—1792 років Французьке королівство зберігало нейтралітет, але політичні інтереси її традиційно залишались пов'язаними з Османською імперією. Французьку революцію 1789—1799 років Шуазель-Гуфф'є зустрів вороже і залишився в Константинополі, попри призначення до Лондона, став посередником між Петербургом і Константинополем в укладенні миру.
1792 року французькі секретні служби перехопили листування Шуазель-Гуфф'є з братом засудженого Людовика XVI, його оголосили ворогом Французької республіки. Повернення на батьківщину стало неможливим, і він звернувся до російської імператриці Катерини II і отримав запрошення, вже 19 червня 1793 року представлений імператриці. Додатково йому призначили велику пенсію, старший син отримав звання поручника гвардії, молодший відправлений у кадетський корпус. Проте Катерина II швидко розчарувалася в Шуазель-Гуфф'є: його відлучили від двору, тепер дозволялося з'являтися там тільки в дні найбільших свят. Проте в добу правління Павла I він був зарахований до «жертв» попереднього правління. Від нового імператора Шуазель-Гуфф'є отримав в подарунок землі в Литві. На початку 1797 р. Шуазель-Гуфф'є призначений головним директором Імператорських бібліотек з чином титулярного радника, а в червні 1797 року — президентом Імператорської академії мистецтв.
Майбутня Імператорська публічна бібліотека являла собою на той час нерозібране зібрання книжок в приміщеннях Анічкова палацу. Фактичним організатором робіт з фондами бібліотеки на той момент був М. Антоновський. Найбільший конфлікт за період роботи останнього був пов'язаний з пропажею книжок з бібліотеки. В результаті Шуазель-Гуфф'є звільнив Антоновського, в результаті роботи з систематизації зібрання ще більше уповільнились. Ставлення Павла І до Шуазель-Гуфф'є також змінювалося. До нього дійшли чутки про розкрадання книжок, махінації та зловживання, в яких було замішане ім'я Гуфф'є. На початку 1800 року його усунули від служби і вислали до маєтку в Литву.
Після смерті Павла І Шуазель-Гуфф'є забажав виїхати до Французької республіки. Імператор Олександр I, за сприяння А. Коленкура, довіреної особи Наполеона, просив виключити Шуазеля-Гуфф'є зі списку емігрантів і повернути йому все, що належало до революції. У березні 1802 року він повернувся на батьківщину, відновлений в правах і став пером Франції. Останні роки життя займався систематизацією зібраних археологічних матеріалів, закінчив написання «фр. Voyage Pittoresque en Grèce». В Російській імперії залишився його старший син — Октавій Шуазель-Гуфф'є, правнуком якого був російський релігійний філософ М. Бердяєв.

## Галерея

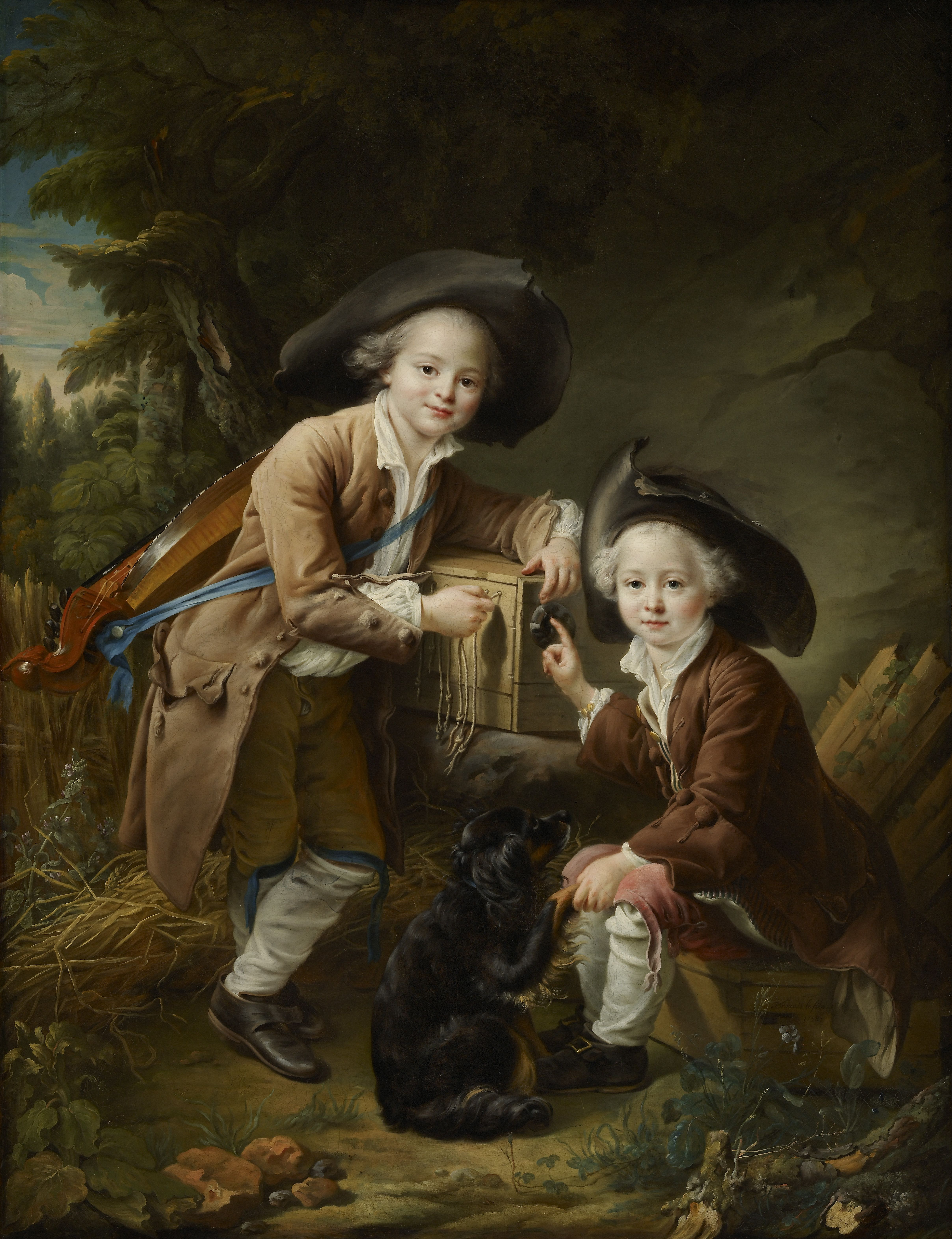
Огюст де Шуазель-Гуфф'є з братом. Франсуа-Юбер Друе, 1758 рік.
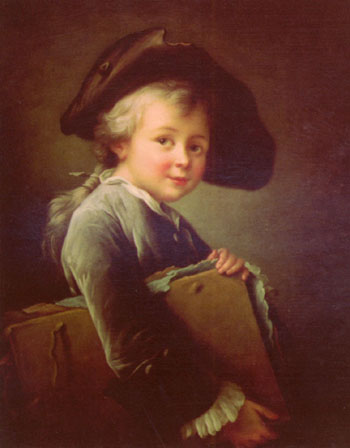
Шуазель-Гуфф'є в дитинстві. Франсуа-Юбер Друе, 1761 рік.
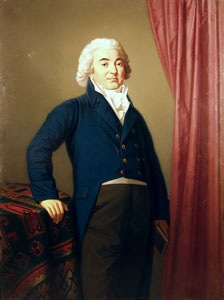
Шуазель-Гуфф'є. Автор невідомий, близько 1797 року.

## Праці
- «Voyage pittoresque de la Grece» (1809)
- Mémoires historiques sur l'empereur Alexandre et la cour de Russie (1829)

## Нагороди
- орден Людовика XVI
- орден Іоанна Єрусалимського